# Raul Goco
Raul I. Goco (Manilla, 24 april 1930 – 16 augustus 2014) was een Filipijns jurist en diplomaat.

## Biografie
Raul Goco werd geboren op 24 april 1930 in de Filipijnse hoofdstad Manilla. Na zijn middelbareschoolopleiding aan de Ateneo de Manila University, voltooide Goco een bachelor-opleiding aan dezelfde onderwijsinstelling. In 1955 slaagde hij voor het toelatingsexamen van de Filipijnse balie. Nadien studeerde hij nog aan de Far Eastern University in Manilla en Academy of American and International Law in Dallas. In 1987 werd hij ook toegelaten tot de New York Bar.
Na het voltooien van zijn bachelor-opleiding was hij enige tijd werkzaam als advocaat. Vanaf 1957 tot 1961 was hij werkzaam voor het ministerie van justitie, waar hij zich bezighield met agrarische disputen. Aansluitend was Goco van 1961 tot 1971 werkzaam als advocaat de office of the solicitor general. In 1971 begon hij met enkele partners zijn eigen advocatenkantoor Goco, Neri and Bueno Law Offices. Van 1973 tot 1975 was Goco gouverneur van de Integrated Bar of the Philippines (IBP). In deze periode probeerde hij de aansluiting van de IBP bij de Law Association for Asia and the Pacific (LAWASIA) te bewerkstelligen. In 1983 werd Goco gekozen tot president van LAWASIA. Hij was daarmee de eerste Filipijnse president van deze organisatie. 
Op 6 augustus 1992 werd Goco door president Fidel Ramos benoemd tot Solicitor General. Deze functie bekleedde hij tot 22 september 1996. Na zijn termijn als Solicitor General was hij nog enige tijd Filipijns ambassadeur in Canada. In 2006 werd Goco nog aangesteld als voorzitter van het College Assurance Plan (CAP).
Goco overleed in 2014 op 84-jarige leeftijd aan complicaties als gevolg van een operatie aan een aneurysma en werd begraven op Loyola Memorial Park. Hij was getrouwd met Marietta Primicias, een dochter van voormalig senator Cipriano Primicias. Samen kregen ze vijf kinderen. 